# Dương Quá
Dương Quá (phồn thể:楊過, giản thể:杨过, bính âm: Yáng Guò), tự Cải Chi (改之) là nhân vật nam chính trong bộ tiểu thuyết Thần điêu hiệp lữ của nhà văn Kim Dung.

## Tiểu sử
Dương Quá, là con trai duy nhất của Dương Khang (Hoàn Nhan Khang) và Mục Niệm Từ, dòng dõi Dương Tái Hưng thời Nam Tống. Tên của chàng là do Quách Tĩnh đặt, vì khi chàng ra đời thì Dương Khang đã chết, với mong muốn khi lớn lên chàng sẽ sửa lại các sai lầm của cha. Chàng được mô tả là người có chân mày tỏa ra khí khái bất phàm, cặp mắt sáng ngời, tính tình thông minh, cổ quái, có nhiều mưu mẹo. Chàng biết rất ít quá khứ của song thân, từ nhỏ mồ côi cha mẹ, lẻ loi hiu quạnh.
Khi còn niên thiếu, Dương Quá có 2 cha nuôi: Âu Dương phong và Quách Tĩnh. Âu Dương Phong khi gặp Dương Quá trong lúc thần trí điên khùng, quên hết quá khứ, khi được Dương Quá cưu mang nên đã ép cậu gọi mình là "cha", truyền dạy nhiều chiêu thức "Cáp Mô Công" cho cậu. Sau đó, Dương Quá được Quách Tĩnh tìm thấy và nhận nuôi. Vì càng lớn dung mạo cậu càng giống Dương Khang, nên Hoàng Dung (vốn có ác cảm với Dương Khang) ngày càng ngờ vực cậu. Kha Trấn Ác khi biết Dương Quá được học Cáp Mô Công, đã nhất quyết đòi không sống chung với cậu. Dương Quá bất mãn, Quách Tĩnh thuyết phục Dương Quá đến núi Chung Nam gia nhập làm môn đồ của Trường Xuân Chân Nhân. Mặc dù là đệ tử nhập thất của Toàn Chân giáo, nhưng vì bất mãn với sư phụ lòng dạ hẹp hòi là Triệu Chí Kính, lại chịu đủ giày vò hành hạ nên sau khi trót đánh gục một sư huynh đồng môn, Dương Quá trốn khỏi Toàn Chân. Sau đó lạc vào Cổ Mộ, gặp được Tiểu Long Nữ và bái nàng làm sư phụ (tuy vậy gọi là cô cô chứ không xưng sư đồ, Tiểu Long Nữ lúc này 18 tuổi còn Dương Quá là 14 tuổi) đã học được rất nhiều võ công. Mối tình sư đồ giữa Dương Quá và Tiểu Long Nữ bắt đầu từ đây. Mối tình này chịu sự kỳ thị, chèn ép của giang hồ vì nó đi ngược lại đạo nghĩa sư đồ truyền thống, nhưng Dương Quá không những một mực mặc kệ mà còn ngày càng yêu Tiểu Long Nữ hơn và quyết lấy nàng làm vợ dù ai có nói gì chăng nữa.
Trong một lần gặp gỡ con gái đầu của Quách Tĩnh là Quách Phù, chàng đã bị cô chặt mất cánh tay phải. Đến Quách Tĩnh cũng phải nói rằng: "Từ nhỏ, Quá nhi đã hiếu thắng, giờ đây bị khiếm khuyết, võ công biến mất... Hiện tại, hắn vẫn sống nhưng nếu vì thế mà bị người ta chèn ép thì chỉ sợ chẳng mấy năm sau cũng sẽ buồn bực mà 'đi'". Đây cũng là lý do Quách đại hiệp nổi trận lôi đình với ái nữ, thậm chí sau này, khi Quách Phù và Gia Luật Tề thành thân, Quách Tĩnh vẫn cứ canh cánh trong lòng, thậm chí còn quở trách ái nữ trước mặt con rể nữa. Có thể thấy được, việc Quách Phù gây ra với Dương Quá quả thực vô cùng nghiêm trọng. Sau đó, Dương Quá đành ẩn thân trong hang động, cùng với Thần điêu (chim thần, một con chim to lớn có thể chở được người, chim này biết võ công và hiểu tính người) ngày đêm luyện tập võ nghệ. Sau đó, cùng với Thần điêu, chàng đã cứu giúp được nhiều người gặp nạn và được tôn làm Thần điêu đại hiệp. Vì trúng độc nặng, biết không thể nào chữa khỏi và không muốn Dương Quá chết theo mình, Tiểu Long Nữ đã nhảy xuống đáy Tuyệt tình cốc và khắc lại chữ trên bia đá hẹn 16 năm sau gặp lại tại nơi này. Dương Quá suy sụp nhưng nhờ Hoàng Dung nhanh trí nói rằng Tiểu Long Nữ được Nam Hải Thần Ni cứu giúp.
16 năm sau, Dương Quá trong một lần gặp gỡ Hoàng Dược Sư, Dương Quá biết là Hoàng Dung đã đánh lừa mình về chuyện của Tiểu Long Nữ, chàng tức giận và suy sụp vô cùng. Nhưng thật không ngờ, lời nói dối hôm đó của Hoàng Dung lại trở thành sự thật. Đúng ngày mà Hoàng Dung nói Tiểu Long Nữ sẽ trở về thì Dương Quá lại gặp Tiểu Long Nữ thật. Chàng vô cùng mừng rỡ, hai người từ đó sống hạnh phúc bên nhau. Về sau chàng lập được nhiều chiến công cho Đại Tống, cùng Quách Tĩnh bảo vệ thành Tương Dương. Trong cuộc Hoa Sơn luận kiếm lần thứ ba, với võ công trác tuyệt, Dương Quá được tôn là Tây Cuồng - một trong Thiên hạ ngũ tuyệt (danh xưng thay cho "võ lâm ngũ bá" trước đó).
Vì chàng đã tìm lại được Tiểu Long Nữ, Dương Quá quyết định cùng thê tử của mình bỏ đi ẩn dật và không ai biết họ đã đi đâu, sống như thế nào. Theo lời của cô gái áo vàng họ Dương (hậu duệ của cụ tổ Dương Quá) ở cuối bộ Ỷ Thiên Đồ Long Ký thì có nhắc tới "Chung Nam sơn hậu, hoạt tử nhân mộ, Thần điêu hiệp lữ, tuyệt tích giang hồ". Rất có thể Dương Quá và Tiểu Long Nữ đã về Cổ Mộ, lánh ẩn giang hồ, về sau cũng không còn ai gặp được hậu nhân của họ nữa.
Dương Quá là nam chính thông minh, tướng mạo lại cực kỳ tuấn tú, dáng vẻ thoát tục, mặc vải thô vẫn chẳng giấu được thần thái điển trai. Chàng còn có đôi mắt u buồn, ngoài Tiểu Long Nữ chàng còn khiến rất nhiều cô gái vừa nhìn đã rơi vào lưới tình, mãi không cưới chồng:
- Lục Vô Song: Nhị đệ tử của Lý Mạc Sầu. Nàng gốc là thiên kim tiểu thư của Lục gia trang - con gái của Lục Lập Đỉnh, một mỹ nữ áo trắng nhưng trong lòng chất chứa nhiều hận thù. Nàng có tình cảm với Dương Quá nhưng chỉ kết nghĩa và được truyền thụ pho Ngọc Nữ Tâm Kinh.
- Trình Anh: Đệ tử của Đông Tà Hoàng Dược Sư, biểu tỉ của Lục Vô Song. Nàng có vẻ đẹp trong veo như ngọc bích, thanh trúc và cúc hoa (trong 4 loài hoa tượng trưng cho người quân tử). Lần đầu cô gặp Dương Quá khi còn nhỏ, Dương Quá còn là trẻ lang thang. Sau này khi có duyên gặp lại, Trình Anh đã cứu thoát Dương Quá ra khỏi Loạn thạch trận khi chàng cùng mẹ con Hoàng Dung đang bị Kim Luân pháp vương vây khốn. Sau nhiều phen hoạn nạn vào sinh ra tử, Trình Anh yêu thầm Dương Quá nhưng không được đáp lại vì trong lòng của chàng chỉ có cô cô của mình là Tiểu Long Nữ. Sau này Trình Anh cùng Lục Vô Song đón Khúc cô về ẩn cư ở vùng Gia Hưng.
- Công Tôn Lục Ngạc: con gái của Tuyệt Tình cốc chủ Công Tôn Chỉ và Cừu Thiên Xích. Vì cứu Dương Quá giải độc tình hoa, nàng không ngần ngại phản lại cha mình. Về sau nàng tự vẫn trước tấn bi kịch của gia đình.
- Quách Phù: trưởng nữ của Quách Tĩnh, Hoàng Dung. Nàng cùng Dương Quá lớn lên ở Đào Hoa đảo, đáng lý ra cũng là thanh mai trúc mã. Quách Phù có cảm tình với Dương Quá, nhưng tính tình ngang ngược, vì yêu thành hận, trong lúc nóng giận đã chặt đứt cánh tay phải của Dương Quá.
- Quách Tương: thứ nữ của Quách Tĩnh, Hoàng Dung. Nàng có sự hào hiệp của cha và sự thông minh, tinh quái của mẹ. Số phận của Quách Tương và Dương Quá đã có mối liên hệ từ khi Quách Tương vẫn còn nằm trong bụng mẹ. Sau đó hai người lại vô tình gặp nhau, từ khi Dương Quá còn chưa lộ danh tính, Quách Tương đã có thiện cảm với chàng. Trong khi mọi người đều cho rằng Dương Quá là quái hiệp cụt tay đáng sợ thì Quách Tương lại chỉ cảm thấy ngưỡng mộ và thấy đây là con người thú vị. Có lẽ sau thời gian hành tẩu cô độc trên giang hồ, Quách Tương là người đầu tiên khiến Dương Quá cảm thấy có mối liên hệ khác biệt. Quách Tương biết cách làm Dương Quá vui, cười. Nàng dám cả gan xưng "muội" (em) với Dương Quá trong khi chỉ đáng tuổi con của chàng! Ngược lại, Dương Quá rõ ràng rất thích nghe nàng nói chuyện, thích tranh luận với nàng... và rất yêu mến nàng. Tưởng chừng Quách Tương có thể cùng Dương Quá vừa ngao du giang hồ vừa hành hiệp trượng nghĩa nhưng sau đó Dương Quá đã gặp lại Tiểu Long Nữ nên hình bóng nàng dần phai nhạt. Quách Tương thấy Dương Quá lòng yêu người khác thì rất buồn vì chính nàng cũng đã thầm yêu Dương Quá. Tuy nhiên, là một con người nhân hậu, Quách Tương cũng không tranh giành mà chủ động rút lui và thật tâm chúc phúc cho chàng với Tiểu Long Nữ. Quách Tương cũng là người sáng lập ra phái Nga My sau này.
- Hoàn Nhan Bình: Là con gái của vương gia Hoàn Nhan, sau khi Đại Kim bị Mông Cổ tiêu diệt, gia tộc nàng có thù oán với vương gia Mông Cổ, và gia đình Gia Luật cũng là một trong những đối tượng nàng cần mưu sát. Nếu xét theo vai vế, do cha Dương Quá cũng là con nuôi của họ Hoàn Nhan nên nàng có thể gọi Dương Quá là chú. Nàng quen biết Dương Quá trong một lần ám sát công tử Gia Luật Tề. Có đôi mắt làm Dương Quá rất thích. Nàng ấn tượng tốt và mến phục chàng nhưng biết không thể thay thế vị trí của Tiểu Long Nữ. Nàng đã sát cánh bên huynh đệ Võ gia, vào sinh ra tử cùng người đã mang lại cho nàng cuộc đời mới, rồi dành cho hắn mọi tình cảm cao quý, chân thành, trở thành vợ của Võ Tu Văn.

Dương Quá là người học được rất nhiều loại võ công lợi hại và đều đến mức tùy tâm sở dục:
1. Cáp mô công: Học từ nghĩa phụ Âu Dương Phong, từng sử dụng để tự vệ nhưng có uy lực mạnh mẽ, Dương Quá trong lúc cấp bách đã sử dụng và vô tình đánh người khác bị thương. Sau này Dương Quá chỉ phát triển nó chứ không sử dụng (có thể sau này là 1 trong những chiêu thức trong Ám nhiên tiêu hồn chưởng: Cùng đường mạt lộ).
2. Ngọc Nữ Tâm Kinh: Do Tiểu Long Nữ dạy sau khi chàng được thu nhận vào Phái Cổ Mộ. Đây là loại võ công rất mạnh mẽ mà Dương Quá sử dụng thành thục. Do sư bá Lý Mạc Sầu đã bị trục xuất từ lâu, lại có những hành động rất tàn nhẫn, còn Hồng Lăng Ba đã chết thảm, nên sau này chàng truyền lại cho Lục Vô Song.
3. Toàn Chân kiếm pháp: Chỉ ở mức độ hiểu biết, hầu như không dùng đến nhiều. Mặc dù Dương Quá không hề được dạy kiếm pháp của Toàn Chân giáo (do sư phụ Triệu Chí Kính là một kẻ lòng dạ hẹp hòi, không muốn dạy võ cho Dương Quá), nhưng để luyện Ngọc Nữ Tâm Kinh, trước hết phải tự học kiến thức cơ bản về Toàn Chân Kiếm Pháp. Nguyên nhân là do tổ sư phái Cổ Mộ, Lâm Triều Anh, sáng tạo ra Ngọc Nữ Tâm Kinh để khắc chế võ công của phái Toàn Chân (được sáng lập bởi Vương Trùng Dương, người tình không bao giờ đến được với bà).
4. Ngọc Nữ Tố Tâm Kiếm Pháp: Dương Quá tình cờ phát hiện ra bí mật này khi cùng Tiểu Long Nữ đánh nhau với đạo sĩ của Toàn Chân giáo. Lúc đối đầu, Ngọc Nữ Tâm Kinh sẽ khắc chế Toàn Chân kiếm pháp. Tuy nhiên, khi cùng nhau liên thủ, hai môn võ công này sẽ tạo nên Song Kiếm Hợp Bích với uy lực ghê gớm bội phần.
5. Dương Quá còn luyện một phần của pho Cửu Âm Chân Kinh (nhưng không hoàn thiện).
6. Đả cẩu bổng pháp: Học chiêu thức từ Hồng Thất Công khi ông gặp Dương Quá trên đỉnh Hoa Sơn cùng với Âu Dương Phong. Học khẩu quyết tâm pháp từ Hoàng Dung và hoàn thiện trong đại hội võ lâm khi đối đầu với thầy trò Kim Luân Pháp Vương. Tuy nhiên, về sau khi giao đấu với bất cứ ai chàng không thi triển nó thêm nữa, bởi vì trên danh nghĩa Dương Quá không dính dáng đến môn phái Cái Bang.
7. Linh Xà Trượng Pháp: Là môn võ công âm độc của Tây Độc Âu Dương Phong. Đây là môn công phu lợi hại khiến cho Hồng Thất Công mất hết nội lực khi giao đấu. Âu Dương Phong đã truyền dạy cho Dương Quá trên đỉnh Hoa Sơn để khắc chế Đả Cẩu Bổng Pháp.
8. Đàn chỉ thần công: Do Đông Tà Hoàng Dược Sư. Sau này chỉ lực của cả thầy và trò là tương đương. Ngay cả Hoàng Dung - con gái Hoàng Dược Sư và Quách Tĩnh cũng không thể có chỉ lực như vậy dù đã được truyền thụ hơn 10 năm trước Dương Quá.
9. Ngọc Tiêu kiếm pháp: Hoàng Dược Sư kết bạn với Dương Quá và truyền thụ tuyệt kỹ này để nhờ Dương Quá đứng ra thay mặt Hoàng Dược Sư trừng trị Lý Mạc Sầu khi bà xúc phạm môn phái Đào Hoa Đảo.
10. Phương pháp rèn luyện nội lực và kiếm lý của Độc Cô Cầu Bại. Kiếm pháp của Dương Quá đã trở nên dũng mãnh khi tuổi đời chỉ mới đôi mươi, sau biến cố bị mất tay.
11. Ám nhiên Tiêu Hồn Chưởng: Môn võ công cực kỳ lợi hại do Dương Quá đã sáng tạo ra trong thời gian 16 năm chờ đợi Tiểu Long Nữ. Điểm yếu duy nhất của môn võ công này là chỉ phát huy tối đa sức mạnh khi người sử dụng đang ở trong tâm trạng u sầu cực độ, nếu đang hạnh phúc vui vẻ sẽ mất hiệu lực. Chưa từng có bất kỳ đối thủ nào khiến Dương Quá phải sử dụng hết 17 chiêu trong pho chưởng pháp này. Khi chiết giải chiêu số với Hoàng Dược Sư Dương Quá chỉ sử dụng hơn 10 chiêu nhưng phần lớn không đấu lực, khi luận võ với Châu Bá Thông chỉ là 4 chiêu sử dụng qua lại, khi tử chiến với Kim Luân pháp vương chỉ trong 5 chiêu đã toàn thắng đạp đối phương bay xa hộc máu (lúc này Dương Quá không dùng binh khí, lại bị đối phương dùng ngụy kế chém trọng thương vai và chân).

Nội lực: Dương Quá là nhân vật được đánh giá có nội ngoại công sung mãn và cương mãnh nhất đương thời, ngay cả Nhất Đăng đại sư còn tự nhận thời khỏe mạnh nhất cũng còn kém xa. Chỉ một tiếng hú cũng khiến cho hơn 10 hảo thủ võ lâm và bầy mãnh thú trăm con chao đảo thậm chí ngất xỉu. Ngay cả cao thủ có hàng chục năm công lực như Anh Cô cũng không chịu nổi tiếng hú dù cách xa Dương Quá tới 2 dặm.
Ngoài ra, Dương Quá còn có cơ duyên xem được Ngũ độc kỳ thư của Lý Mạc Sầu sau khi Dương Quá được Trình Anh cứu thoát khỏi tay Kim Luân Pháp Vương và lúc này Dương Quá đang dưỡng thương và ở cùng Trình Anh, Lục Vô Song. Trong sách có chép nhiều phương thuốc khắc chế và trừ các loại độc, chế ra hơi độc, luyện thuốc chữa độc.